# Ołeksandr Jesypow
Ołeksandr Hennadijowycz Jesypow (ukr. Олександр Геннадійович Єсипов, ros. Александр Геннадьевич Есипов, Aleksandr Giennadjewicz Jesipow; ur. 14 września 1965 w Charkowie, Ukraińska SRR, zm. 12 stycznia 2011 w Charkowie, Ukraina) – ukraiński piłkarz, grający na pozycji napastnika.

## Kariera piłkarska

### Kariera klubowa
Wychowanek Internatu Sportowego w Charkowie. Pierwszy trener - Mykoła Kolcow. W 1982 rozpoczął karierę piłkarską w klubie Metalist Charków. Najpierw występował w drużynie rezerw, a 29 sierpnia 1983 debiutował w podstawowej jedenastce. Przez ponad 10 lat był wierny charkowskiemu klubowi. 27 kwietnia 1991 w meczu z Pamirem Duszanbe obrońca Alimdżon Rafikow złamał mu nogu. W 1992 powrócił do gry w Metalistie, który już występował w mistrzostwach Ukrainy. Potem bronił barw klubów Kremiń Krzemieńczuk, Torpedo Zaporoże, Temp Szepietówka i SK Mikołajów. W 1996 powrócił do Metalista, w którym w 1996 zakończył karierę piłkarską. Po zakończeniu występów nie potrafił odnaleźć się w życiu. Najpierw próbował trenować amatorski zespół "Swit Szachtara", potem zaczął nadużywać alkoholu. 12 stycznia 2011 zmarł w Charkowie.

## Sukcesy i odznaczenia

### Sukcesy klubowe
- zdobywca Pucharu ZSRR: 1988

### Odznaczenia
- nagrodzony tytułem Mistrza Sportu ZSRR: 1986